# كبوسين صغير
كبوسين صغير أو سَلبوت صغير أو سَلَبية صغيرة (الاسم العلمي:Tropaeolum minus) هو نوع من النباتات يتبع جنس الكبوسين من الفصيلة الكبوسينية.